# Nagata
Pour les articles homonymes, voir Nagata (homonymie).
Le district de Nagata (永田町, Nagata-chō) est un quartier administratif de l'arrondissement spécial de Chiyoda à Tokyo. Connu pour accueillir le Bâtiment de la Diète ainsi que le Kantei, la résidence officielle du Premier ministre, le terme de Nagata est ainsi souvent utilisé, par métonymie, pour désigner les services du chef du gouvernement, le Cabinet ou encore le Parlement, et donc le pouvoir politique, par opposition à Kasumigaseki qui désigne quant à lui l'administration et les ministères, et par extension la bureaucratie. 
L'association des journalistes chargés de suivre tout particulièrement les déclarations du gouvernement, et qui dispose de bureaux au Kantei, est d'ailleurs communément appelé le « Club Nagata » (永田クラブ, Nagata kurabu). S'y trouvent également les sièges des principaux partis politiques japonais. 

## Lieux notables
- no 1-6-1 : le Bureau du Cabinet, qui gère les affaires administratives quotidiennes du Cabinet.
- no 1-7-1 : le Bâtiment de la Diète, qui abrite les deux chambres du Parlement japonais : Chambre des représentants et Chambre des conseillers.
- no 1-8-1 : siège du Parti social-démocrate (PSD), héritier depuis 1996 de l'ancien Parti socialiste japonais (PSJ), il a perdu à la fin des années 1990 l'essentiel de son électorat au profit du PDJ, c'est aujourd'hui un petit parti.
- no 1-10-1 : la Bibliothèque nationale de la Diète.
- no 1-11-1 : siège du Parti démocrate du Japon (PDJ), fondé en 1996, principal parti d'opposition jusqu'en 2009, date à laquelle il obtient la majorité à la Diète, et essentiellement de tendance centriste quoique parfois qualifié de centre gauche.
- no 1-11-23 : siège du Parti libéral-démocrate (PLD), grand parti de droite au pouvoir de 1955 à 1993, de 1994 à 2009 et depuis 2012.
- no 2-3-1 : Kantei, bureau du Premier ministre, et Kōtei, sa résidence.
- no 2-10-5 : le sanctuaire Hie, sanctuaire shinto datant des XIVe ou XVe siècles et honorant surtout le kami Ōyamakui, divinité protectrice du mont Hie dans la préfecture de Shiga.
- no 2-11-1 : la Sannō Park Tower, plus haut gratte-ciel du quartier (194,5 m, 44 niveaux), le second de l'arrondissement et le 22e de Tōkyō. Elle accueille des bureaux.
- no 2-15-1 : l'ambassade du Mexique.
- no 2-16-1 : le lycée métropolitain Hibiya, l'un des plus prestigieux établissements secondaires publics du Japon.
- no 2-17-8 : Chiyoda House Building où se trouvent les ambassades de Jordanie (3e étage) et du Liban (4e étage).
- no 2-18-1 : résidence officielle du président de la Chambre des représentants.
- no 2-18-2 : résidence officielle du président de la Chambre des conseillers.

## Stations de métro
- Akasaka-mitsuke (lignes Ginza, Marunouchi)
- Kokkai-gijidōmae (lignes Chiyoda, Marunouchi)
- Nagatachō (lignes Hanzōmon, Namboku, Yūrakuchō)
- Tameike-Sannō (lignes Ginza, Namboku)